# Euxoa teplia
Euxoa teplia là một loài bướm đêm trong họ Noctuidae.